# Garimpo Bom Futuro

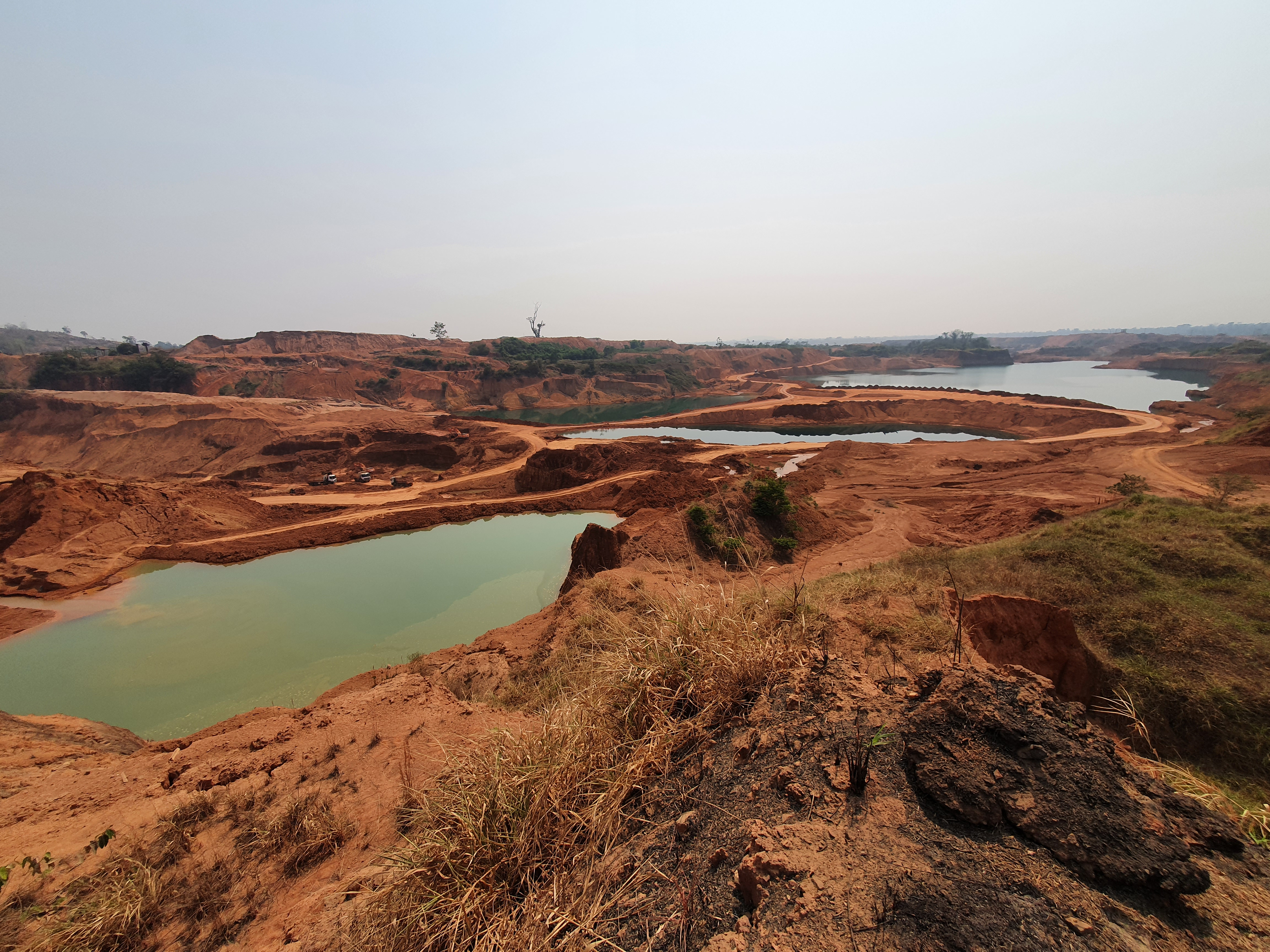
Lagoas resultantes da escavação por Cassiterita no Garimpo Bom Futuro

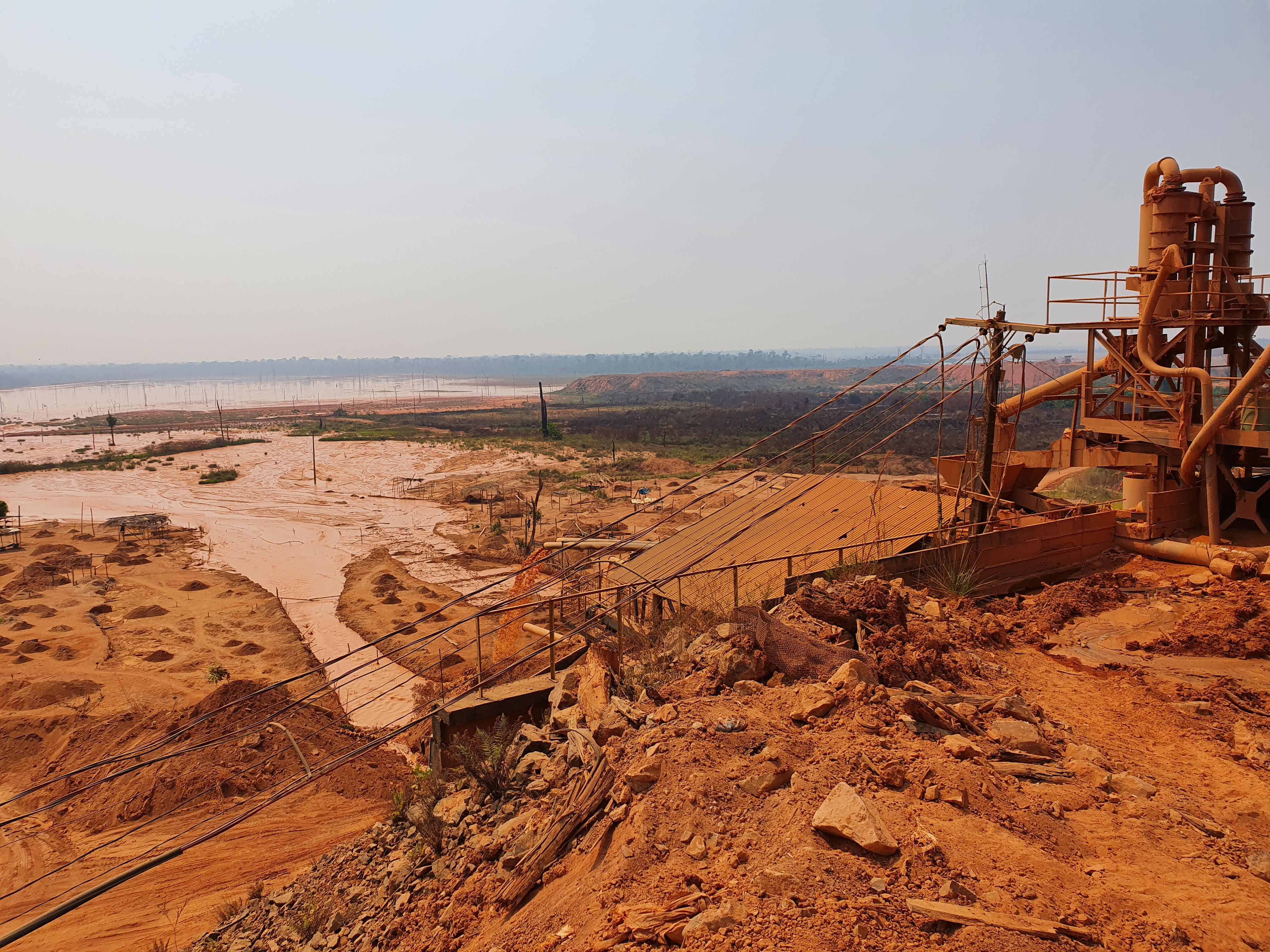
Barragem de Lama no parte Norte do Garimpo Bom Futuro

O Garimpo Bom Futuro está localizado no Município de Ariquemes, estado de Rondônia, nas proximidades de Monte Negro e Alto Paraíso. É considerado uma das mais importantes minerações a céu aberto de cassiterita em atividade no mundo.
A atividade mineradora foi iniciada em meados de 1987, quando foi identificada uma vasta abundância de cassiterita ao abrir as estradas agrícolas do Incra. Com a sua descoberta, a maioria dos agricultores, madeireiros e comerciantes trocaram suas atividades pelas do garimpo, no qual se estima que cerca de 30 mil garimpeiros tenham atuado nesta região.

## Aspectos sociais
Na época de sua descoberta, haviam milhares de garimpeiros, requeiros (pessoas que exploram manualmente o material desperdiçado, não aproveitado, perdido pelas máquinas de mecanização de garimpagem) além de mulheres, comerciantes e crianças. De 1987 a 1989 ocorriam mais de dez homicídios por semana; o índice de doenças sexualmente transmissíveis e o consumo de drogas também eram altíssimos.

## Impactos ambientais
Os impactos ambientais na região do Bom Futuro devido ao garimpo foram significativos: mais de 800 mil metros cúbicos de resíduos da exploração da cassiterita eram lançados por mês nos igarapés e rios adjacentes. O sistema fluvial da região foi comprometido num raio de mais de 200 km; o assoreamento dos rios impedia a penetração da luz solar nas águas, dificultando a fotossíntese e gerando uma série de desequilíbrios na vida aquática; ocorreram alterações significativas na concentração de oxigênio e nutrientes, principalmente nitrogênio e fósforo.